# Глухе (Старогардський повіт)
Глухе (пол. Głuche, нім. Glucha) — село в Польщі, у гміні Осек Старогардського повіту Поморського воєводства.
У 1975-1998 роках село належало до Гданського воєводства.